# Jubilej
Jubilej (Юбилей) è un film del 1944 diretto da Vladimir Michajlovič Petrov.